# Odolice
Odolice (ve starší literatuře Vodolice, německy Wodolitz) je místní část obce Bělušice v okrese Most v Ústeckém kraji. Nachází se dvanáct kilometrů jihovýchodně od města Mostu v nadmořské výšce 301 metrů pod Odolickým vrchem.

## Název
Název vesnice je odvozen z osobního jména Odol ve významu ves lidí Odolových. V historických pramenech se jméno objevuje ve tvarech: Odolitz (1203), Odoliz (1207), Odolicz (1341), Odolitz (1343) Odolice (1454), Wodolicze (1559), „u vsi Wodolicz“ (1583), na Wodoliczych (1613), Wodoliczy (1613), na Vodolicích (1615) a Wodolicz (1787).

## Historie

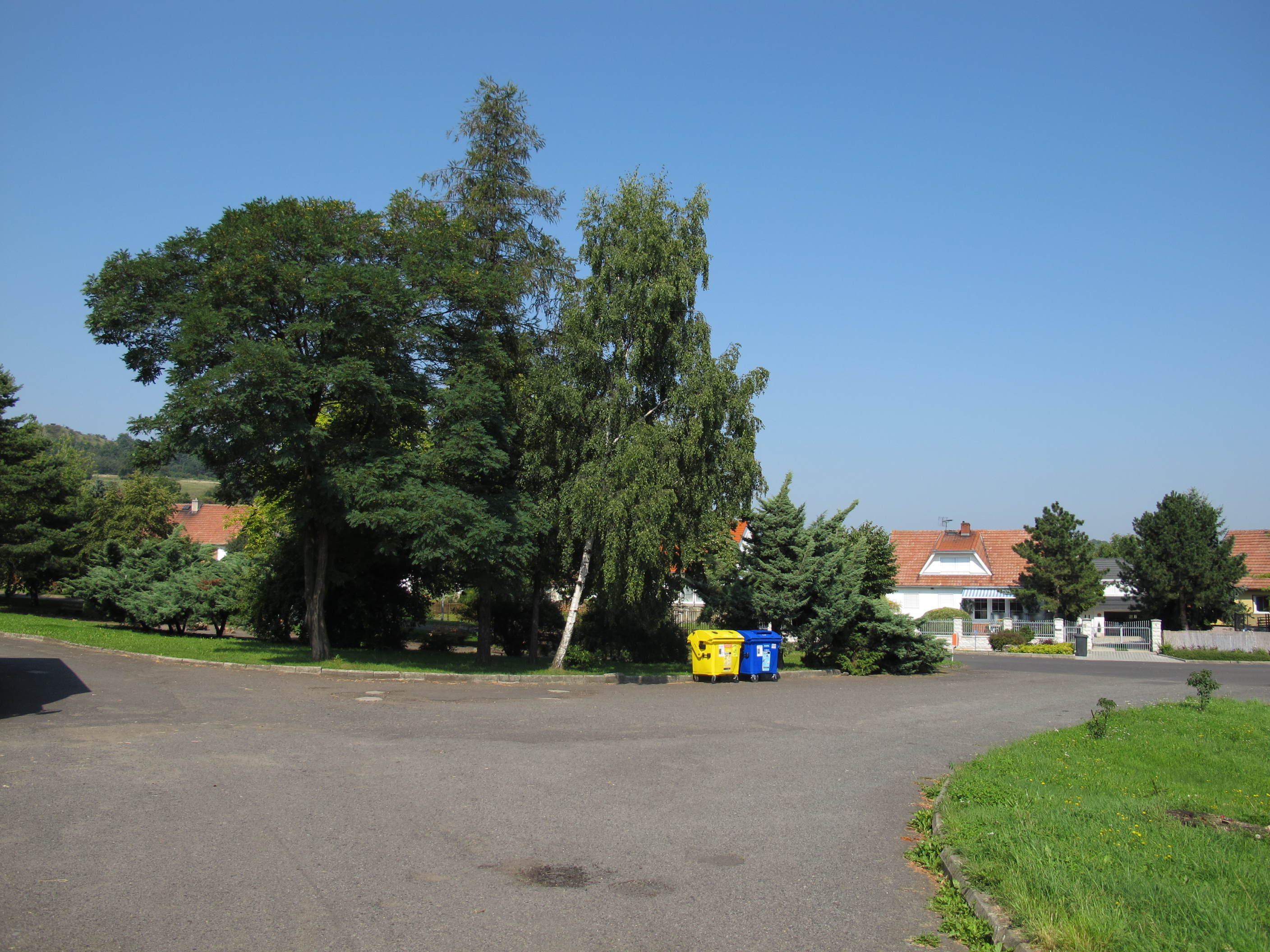
Park na návsi obce

Nejstarší písemná zpráva o vsi pochází z roku 1203. Ves i s místním dvorem patřila původně ke klášteru v Oseku. Roku 1601 koupil Odolice Štěpán Jiří ze Šternberka a připojil je ke svému panství Postoloprty. Po jeho smrti roku 1625 přešly vsi Odolice a Pátek na syna Adama ze Šternberka a Postoloprty na syna Jana Rudolfa. Když Adam v roce 1633 zemřel, jeho syn Jan Štěpán vyměnil Odolice se svým strýcem Janem Rudolfem za Mirošovice. Jan Rudolf zase vyměnil v roce 1637 Odolice a Postoloprty s Václavem hrabětem Michnou z Vacínova za Zásmuky. Tím se Odolice staly součástí panství Libčeves až do roku 1848.
Poté byly osadou obce Kozly. Obec se nacházela ve farním obvodě Bílina. Na konci 19. století zde byla vybudována železniční stanice na trati Čížkovice–Obrnice, která nebyla od konce sedmdesátých let využívána, a zanikla. Na počátku 20. století se zde nacházela česká dvoutřídní škola, spolek hasičů a pobočka Národní jednoty severočeské. Zdejší obyvatelstvo se živilo převážně zemědělstvím. Od dob první republiky až do roku 1960 byly Odolice samostatnou obcí. V letech 1850–1935 byly Odolice součástí okresu Teplice. Po vzniku samostatného okresu Bílina v roce 1935 ležela v jeho obvodu. Od územní reformy v roce 1960 se nachází v okrese Most jako součást obce Bělušice.
Na návsi stávala kaple, která byla zbořena. V těch místech se dnes nachází parčík.

## Přírodní poměry
Vesnice stojí v jižní části Českého středohoří, konkrétně v podcelku Milešovské středohoří a okrsku Ranské středohoří. Jižně od vesnice se zvedá Odolický vrch (379 metrů), na kterém se dochovaly zbytky třetihorních láv a pyroklastik.

## Obyvatelstvo
Při sčítání lidu v roce 1921 zde žilo 231 obyvatel (z toho 112 mužů), z nichž bylo 155 Čechoslováků, 75 Němců a jeden cizinec. Převažovala římskokatolická většina, ale 36 lidí bylo bez vyznání, dva patřili k evangelickým církvím a devatenáct k církvi československé. Podle sčítání lidu z roku 1930 měla vesnice 239 obyvatel: 154 Čechoslováků, 82 Němců, jednoho příslušníka jiné národnosti a dva cizince. Většina se hlásila k římskokatolické církvi, ale žili zde také dva evangelíci, devatenáct členů církve československé, čtyři židé a 33 lidí bez vyznání.
|                                                                   | 1869 | 1880 | 1890 | 1900 | 1910 | 1921 | 1930 | 1950 | 1961 | 1970 | 1980 | 1991 | 2001 | 2011 | 2021 |
| ----------------------------------------------------------------- | ---- | ---- | ---- | ---- | ---- | ---- | ---- | ---- | ---- | ---- | ---- | ---- | ---- | ---- | ---- |
| Obyvatelé                                                         | 153  | 180  | 165  | 223  | 209  | 231  | 239  | 101  | 115  | 91   | 89   | 65   | 63   | 74   | 61   |
| Domy                                                              | 20   | 20   | 20   | 23   | 23   | 22   | 30   | 33   | .    | 24   | 23   | 29   | 27   | 27   | 28   |
| Počet domů z roku 1961 je zahrnut v domech místní části Bělušice. |      |      |      |      |      |      |      |      |      |      |      |      |      |      |      |

## Dopravní obslužnost
Odolice měly dobré celotýdenní autobusové spojení s Prahou, Louny a Mostem díky zastávce dálkových autobusů Odolice,,rozc.0.5 na hlavní silnici č. 28 asi 400 metrů východně od vsi. Od roku 2022 je však tato zastávka obsluhována jen místní linkou z Loun do Bíliny a Teplic v pracovní dny. Přímo do vsi zajíždí místní spoj z Mostu přes Bečov jen několikrát denně v pracovní dny.
Železniční spojení Odolice přímo nemají. Zastávka Odolice na trati Obrnice–Čížkovice, která zajišťovala dopravní obslužnost Odolic a Bělušic, byla začátkem roku 1990 zrušena (zbytky nákladiště a manipulačních ploch poblíž trati severně od vsi jsou dosud patrné stejně jako stopy po původní druhé koleji)[zdroj⁠?!] a přesunuta do nynější polohy poblíž autobusové zastávky u křižovatky silnice I/28 a odbočky do Bělušic a Kozel.
U hlavní silnice severně od návsi začíná naučná stezka Bělušice–Skršín, která seznamuje se zajímavostmi těchto vesnic a jejich okolí. První dvě zastavení jsou věnována Odolicím.